# بطولة العالم لكرة الطائرة للسيدات 2014
أقيمت بطولة العالم لكرة الطائرة للسيدات 2014 في إيطاليا في مدينة ميلان وفازت بها سيدات الولايات المتحدة الأمريكية.

## روابط إضافية
- الاتحاد الدولي لكرة الطائرة